# Phạm Hồng Phước (ca sĩ)
Phạm Hồng Phước (sinh ngày 13 tháng 5 năm 1991), là một nam ca sĩ, nhạc sĩ, diễn viên điện ảnh người Việt Nam. Nổi danh từ chương trình Vietnam Idol 2012, Phạm Hồng Phước tự viết nhạc và trình diễn với tư cách ca sĩ solo, đồng thời hợp tác với nhiều ca sĩ khác tại Việt Nam. Cuối năm 2016, anh chuyển hướng sang lĩnh vực điện ảnh và được chú ý với vai diễn Phước trong Đảo của dân ngụ cư – vai diễn giúp anh giành giải "Nam diễn viên chính xuất sắc nhất" tại Liên hoan phim quốc tế ASEAN một năm sau đó.

## Tiểu sử và sự nghiệp

### Sự nghiệp âm nhạc
—Phạm Hồng Phước
Phạm Hồng Phước sinh ngày 13 tháng 5 năm 1991 tại Thành phố Hồ Chí Minh trong gia đình không ai làm nghệ thuật. Bố anh làm kinh doanh trong khi mẹ làm nội trợ. Mặc dù vậy, con đường nghệ thuật của anh vẫn nhận được sự ủng hộ từ gia đình. Sau khi dừng bước ở Top 8 Vietnam Idol 2012, Hồng Phước tham gia con đường ca hát chuyên nghiệp và ra mắt đĩa đơn "Mùa ta đã yêu", kết hợp cùng với Hương Giang. Sau đó, anh và Hương Giang tiếp tục hợp tác ra mắt đĩa đơn tiếp theo mang tên "Trà chanh acoustic". Bên cạnh các đĩa đơn trên, Phước còn ra mắt một số sản phẩm cá nhân như "Khi chúng ta già", "Khi người lớn cô đơn". Cuối năm 2013, Phạm Hồng Phước ra mắt đĩa đơn "Giá có thể ôm ai và khóc". Đĩa đơn gồm ba track nhạc từ máy cassette. Bên cạnh đĩa đơn này, anh cũng phát hành song song video ca nhạc trên nền tảng YouTube.
Năm 2014, Hồng Phước trình làng mini album "Sài Gòn bao nhiêu đèn đỏ" gồm ba ca khúc "Con đường Đừng Có Nhớ", "Sài Gòn bao nhiêu đèn đỏ" và "Gã ăn mày tình yêu". Album này được phát hành trong ấn bản đặc biệt của cuốn sách "Có những con đường mang tên Đừng Có Nhớ" do Tùng Leo chấp bút. Ngày 8 tháng 1 năm 2015, Phạm Hồng Phước ra mắt album đầu tay mang tên "Tôi có nỗi buồn thật đẹp". Album bao gồm 7 bài hát và 5 bài remix, bao gồm những bài trong mini album phát hành trước đó. Tất cả đều do anh sáng tác và thể hiện. Các nhạc sĩ Đỗ Hiếu, Đoàn Minh Vũ, Nguyễn Tùng đảm nhận khâu hòa âm phối khí. Kinh phí thực hiện album đều do Phạm Hồng Phước dùng tiền đi hát trong một năm để đầu tư.
Cuối năm 2015, Phạm Hồng Phước ra mắt video ca nhạc "Cảm ơn người đã rời xa tôi", kết hợp với Suni Hạ Linh, lấy cảm hứng từ quyển sách cùng tên của tác giả Hà Thanh Phúc. Không lâu sau đó, anh song ca cùng Thùy Chi trong đĩa đơn "Anh sẽ tốt mà". Ca khúc soán ngôi "Vì tôi còn sống" của Tiên Tiên trên bảng xếp hạng Zing Mp3 và giữ vững vị trí này trong tuần tiếp theo. Cùng thời gian này, Phạm Hồng Phước tiếp tục ra mắt đĩa đơn "Love me like your Facebook", phiên bản solo của "Cảm ơn người đã rời xa tôi" và video ca nhạc "Sau giờ về", đi kèm với phần vũ đạo có sự hỗ trợ của nhóm nhảy Nolza. Đáng chú ý, đây là lần đầu tiên anh thể hiện vũ đạo trong một sản phẩm âm nhạc. Các đĩa đơn và video ca nhạc này sau đó đều được đưa vào album "Anh sẽ tốt mà". Album có 7 bài, trong đó có 6 ca khúc do chính Phước sáng tác, hợp tác cùng Mew Amazing. Album được gắn nhãn 18+.
Đầu năm 2016, Phạm Hồng Phước kết hợp cùng Văn Mai Hương trong đĩa đơn "Thời thanh xuân sẽ qua". Bài hát do Phạm Hồng Phước sáng tác mang âm hưởng nhạc đồng quê, pha trộn giữa điệu vanxơ và điệu jazz. Theo Phước, sau khi hoàn thành ca khúc, anh đã gửi bản demo cho Văn Mai Hương và cô đồng ý rằng đây sẽ là đĩa đơn đầu tiên của họ trong năm. Thời gian để cả hai thu âm hoàn chỉnh ca khúc là một tháng. Tháng 7 năm 2016, Phạm Hồng Phước ra mắt bản thu âm bài hát "Việt Nam đi, hôn và yêu!". Ca khúc được anh sáng tác trong vòng 3 tháng. Đầu tháng 8 năm 2016, Phước tiếp tục ra mắt phiên bản video ca nhạc của bài hát. Sau 1 tháng ra mắt, bài hát nhận được hơn 7 triệu lượt nghe. Ca khúc sau đó lọt vào top 20 bài hát của năm tại lễ trao giải VPop 20 Awards 2016. Tại chương trình Sing My Song năm 2016, anh giới thiệu các ca khúc mới là "Đã có anh hai" và "Anh thích thích thích em". Cuối năm, Phạm Hồng Phước kết hợp với Angela Phương Trinh trong ca khúc "Điều gì đến sẽ đến", tiếp tục lấy cảm hứng từ quyển sách cùng tên của Hà Thanh Phúc.
Đầu năm 2017, Phạm Hồng Phước ra mắt video clip cover bài hát nhạc phim Goblin dành tặng người hâm mộ nhân dịp Valentine. Tháng 7 cùng năm, anh công bố đĩa đơn "Chuyện cũ của mẹ tôi". Đây cũng là một tác phẩm do chính ca sĩ này sáng tác. Tháng 1 năm 2018, Phước công bố video ca nhạc "Tôi nói gì khi chia tay", lấy cảm hứng từ bộ phim Tâm trạng khi yêu của đạo diễn Vương Gia Vệ. Năm 2019, sau khi ra mắt "Mưa chầm chậm thời 90s", anh trình làng ca khúc "Anh có đang hiểu ý em không?". Đây là ca khúc đánh dấu bước chuyển từ một ca sĩ, nhạc sĩ sang nhà sản xuất âm nhạc của Phạm Hồng Phước. Đầu năm 2020, Phạm Hồng Phước cho ra đời ca khúc "Mọi người che mặt sống", bàn về những vấn đề xã hội của Đại dịch COVID-19 tại Việt Nam. Tháng 5 cùng năm, Phước công bố video ca nhạc "Bong SroLanh Oun", với phần lời bằng tiếng Khmer. Ca khúc được anh ấp ủ trong hơn 3 năm. Ngày 25 tháng 10 năm 2021, Phạm Hồng Phước ra mắt video ca nhạc "Những ngày giãn cách đẹp trời", kể về cuộc sống của một gia đình giữa đại dịch COVID-19.
Ngày 8 tháng 12 năm 2023, Phạm Hòng Phước kết hợp cùng Hương Giang tung video ca nhạc mang tên "Khi ta chán nhau" đánh dấu sự trở lại chỉnh chu của anh trên đường đua âm nhạc.
Năm 2024, Phạm Hồng Phước công bố video ca nhạc "Mẹ ơi" do anh sáng tác và được trình bày bởi Myra Trần và Hương Lan.

### Sự nghiệp điện ảnh
Cuối năm 2016, Phạm Hồng Phước tham gia dự án điện ảnh Đảo của dân ngụ cư của đạo diễn Hồng Ánh. Trong phim, anh thủ vai Phước, sánh vai cùng với bạn diễn Ngọc Thanh Tâm.

## Tranh cãi
Giữa tháng 2 năm 2014, Phạm Hồng Phước bị nhà thơ Nguyễn Thị Việt Hà tố cáo sử dụng lại bài thơ của mình mà không xin phép. Cụ thể, bài thơ được Việt Hà sáng tác vào tháng 4 năm 2013 và đăng lên trang Facebook của mình. Ngay sau đó, nhà thơ này tuyên bố "ủy thác cho luật sư tiến hành một số thủ tục đòi quyền tác giả", đồng thời yêu cầu Phạm Hồng Phước phải bổ sung thêm ghi công "phổ thơ Nguyễn Thị Việt Hà", nếu không bà sẽ tiến hành "các thủ tục pháp lý tiếp theo". Mặc dù vậy, ca sĩ này vẫn chọn cách im lặng trước truyền thông. Tuy nhiên, sau hơn một tuần im lặng, Phạm Hồng Phước đã gỡ bỏ bài hát "Khi chúng ta già", đồng thời xin lỗi nhà thơ Nguyễn Thị Việt Hà.
Tháng 3 năm 2020, Phạm Hồng Phước tiếp tục bị cáo buộc sử dụng phần nhạc đệm bài hát "Apple is a" của nhóm nhạc T-ara và giai điệu bài "I love you and I love you" của Oh Won Bin. Tuy nhiên, anh đã lên tiếng phủ nhận thông tin này, đồng thời đưa ra một số căn cứ khẳng định các ca khúc có sự khác nhau. Anh cũng cho biết sẽ "giải quyết mọi thắc mắc, khiếu nại nếu có theo đúng quy trình" thông qua người đại diện của mình.

## Đời tư
Phạm Hồng Phước từng bị nghi ngờ có quan hệ tình cảm với MC Tùng Leo. Tuy nhiên, anh sau đó đã bác bỏ thông tin này, cho rằng quan hệ của mình và Tùng Leo chỉ là anh em, không phải quan hệ yêu đương. Trong một cuộc phỏng vấn năm 2017, khi được hỏi về xu hướng tính dục, Phạm Hồng Phước cho biết "giới tính thứ ba hay giới nào đi chăng nữa cũng không quan trọng bằng cách sống". Ngoài ra, anh cũng cho biết việc "người ta tò mò về mình cũng là điều thú vị".
Bên cạnh sự nghiệp của mình, Phạm Hồng Phước còn kinh doanh quán ăn chay tại Thành phố Hồ Chí Minh. Quán ăn của anh từng trải qua giai đoạn khó khăn khi làm ăn thua lỗ và mắc phải một khoản nợ.

## Giải thưởng và đề cử
| Năm  | Lễ trao giải                 | Hạng mục                          | Đề cử cho              | Kết quả   | Chú thích     |
| ---- | ---------------------------- | --------------------------------- | ---------------------- | --------- | ------------- |
| 2015 | Làn Sóng Xanh                | Đĩa đơn của năm                   | "Khi người lớn cô đơn" | Đề cử     | [ 69 ]        |
| 2017 | Liên hoan phim quốc tế ASEAN | Nam diễn viên chính xuất sắc nhất | Bản thân               | Đoạt giải | [ 70 ] [ 71 ] |